# Mestra Cigana
Fátima Colombiano (Volta Redonda, 23 de junho de 1956), também conhecido como Mestra Cigana, é uma capoeirista brasileira, considerada a primeira capoeirista mulher a ser reconhecida Mestra e até hoje a única mulher a presidir a Federação Brasileira de Capoeira. Também foi a primeira mestra a ser certificada pela Confederação Brasileira de Pugilismo.

## Biografia e história na capoeira
Cigana começou aprendeu a arte da capoeira no Pará com Mestre Bezerra em 1970. Cinco anos depois, conheceu o Mestre Canjiquinha em São Paulo e foi até Salvador para treinar com ele. Em 1980 foi consagrada mestra de capoeira por Canjiquinha, sendo conhecida como a primeira mulher a se torna Mestra dessa arte. Seu apelido Cigana veio a partir de Mestre Leopoldina, devido ao seu modo de vida nômade e não convencional, além de seu estilo de capoeira.
Após ter sido consagrada mestre por Canjiquinha, Cigana tenta dar aula de capoeira em uma escola de classe média. Porém, a diretora do colégio recusa essa proposta. Assim, Cigana decide cursar educação física e se forma em 1982, conseguindo posteriormente o emprego de professora de educação física nessa mesma escola, lecionando porém apenas a capoeira. Ao voltar para sua cidade natal em 1980, Cigana criou a Associação de Mestre Canjiquinha onde teve cerca de cem alunos e formou as Mestras Luana e Arara. Posteriormente, fundou a Associação Cigana Capoeira, formando cerca de 20 instrutores de capoeira.
Entre os anos de 1996 e 2000, ela presidiu a Federação de Capoeira do Estado do Rio de Janeiro (FCERJ), cuja gestão à época era denominada "Nova Era".
Fátima é graduada em Educação Física, Pedagogia e Filosofia pela Universidade Federal do Rio de Janeiro (UFRJ) e hoje leciona em escolas e outros locais, sendo sua prioridade o ensino de capoeira.

## Preconceito sofrido na capoeira
Cigana não teve apoio de sua família para a prática da capoeira. Ela se casou com um engenheiro, que também pediu para ela escolher entre cuidar de sua família, incluindo seus três filhos, ou praticar a capoeira. Escolheu a capoeira, posteriormente se divorciando e depois perdeu a guarda de seu filho mais novo pois o juíz questionou seu estilo de vida relacionado à capoeiragem.
Ela afirma também ter sofrido preconceito nas rodas de capoeira por ser mulher. Era muito difícil até os anos 1970, uma mulher se tornar jogadora de capoeira e ainda mais raro se tornar mestra. Em uma das rodas de capoeira que participou nos anos 1970, um capoeirista a chutou com brutalidade para fora da roda. Isso a fez buscar aprender mais sobre a malícia na capoeira e a treinar para aprimorar suas habilidades. Ainda assim, muitas vezes, era deixada de lado durante as entradas na roda e não era permitido a ela jogar por muito tempo.
Outra grande dificuldade que Cigana passou durante sua trajetória na capoeira foi o fato de ter sofrido assédio sexual em muitos dos grupos que participou e, por isso, acabava trocando de grupo sempre que possível. Naquela época, as únicas mulheres presentes nos grupos de capoeira eram prostitutas e vendedoras de rua, de modo que se uma mulher entrasse no mundo da capoeira, era considerada promíscua.